# Spirique de Persée

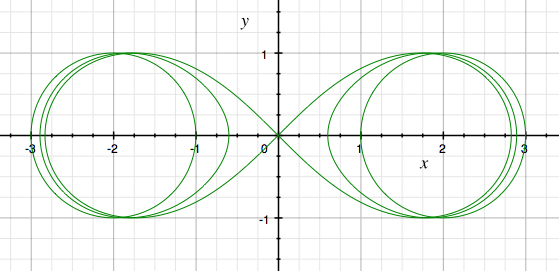
Des spiriques de Persée pour a = 1, b = 2, c = 0, 0.8, 1

En géométrie, une spirique de Persée, parfois plus communément appelée section spirique, est une courbe plane quadrique d'équation
{\displaystyle (x^{2}+y^{2})^{2}=dx^{2}+ey^{2}+f.\,}
De façon équivalente, les spiriques de Persée peuvent être définies comme des courbes quartiques possédant un centre de symétrie. Les spiriques de Persée sont des cas particulier de sections toriques et comprennent les hippopèdes et les ovales de Cassini. Le nom vient du grec σπειρα, qui signifie tore.
Une spirique de Persée peut être vue comme la courbe intersection d'un tore et d'un plan parallèle à son axe de rotation, mais cette définition n'inclut pas tous les cas à moins que les plans imaginaires soient permis. 
Les spiriques de Persée tiennent leur nom du géomètre de la Grèce antique Persée qui les aurait étudiées autour de 150 av. J-C, et seraient les premières sections toriques à avoir été étudiées.

## Équations
On se donne l'équation d'un tore dans l'espace dont l'axe de symétrie est sur le plan xy :
{\displaystyle (x^{2}+y^{2}+z^{2}+b^{2}-a^{2})^{2}=4b^{2}(x^{2}+z^{2}).\,}
on fixe z=c pour obtenir l'équation d'une spirique de Persée :
{\displaystyle (x^{2}+y^{2}-a^{2}+b^{2}+c^{2})^{2}=4b^{2}(x^{2}+c^{2}).\,}
Ici, le tore est formé en effectuant la rotation d'un cercle de rayon a dont le centre parcourt un autre cercle de rayon b (si b est plus petit que a, il y a intersection). Le paramètre c désigne la distance entre le plan d'intersection et l'axe de révolution. L'ensemble des points de la courbe est vide si c > b + a, ce qui correspond au cas où le plan est trop loin pour intersecter le tore.
On peut écrire l'équation sous la forme
{\displaystyle (x^{2}+y^{2})^{2}=dx^{2}+ey^{2}+f\,}
avec le nouveau jeu de paramètres
{\displaystyle d=2(a^{2}+b^{2}-c^{2}),\ e=2(a^{2}-b^{2}-c^{2}),\ f=-(a+b+c)(a+b-c)(a-b+c)(a-b-c).\,}
En coordonnées polaires, on obtient 
{\displaystyle (r^{2}-a^{2}+b^{2}+c^{2})^{2}=4b^{2}(r^{2}\cos ^{2}\theta +c^{2})\,}
ou
{\displaystyle r^{4}=r^{2}(d\cos ^{2}\theta +e\sin ^{2}\theta )+f.\,}

## Exemples
Les hippopèdes et les ovales de Cassini sont des cas particuliers de spiriques de Persée, de même que la lemniscate de Bernoulli.